# Jen Taylor
Jennifer Lee "Jen" Taylor, född 17 februari 1973 i Seattle, är en amerikansk röstskådespelare. Taylor är mest känd för att göra Nintendo-karaktären Prinsessan Peachs röst.
Taylor utbildade sig på Oxford-universitetet i England. Hon började jobba åt Nintendo 1998. Förutom Nintendo-figurer har hon även gjort röst åt bl.a. karaktären Cortana i Halo-spelen. Taylor slutade sin karriär på Nintendo 2006 för att kunna ägna mera tid åt Seattles barnteatergrupp. Hennes röst har använts i totalt 34 TV-spel, varav de flesta är från Nintendo.

## Filmografi

### Datorspel
| År   | Titel                                           | Roll                                               | Noter                      |
| ---- | ----------------------------------------------- | -------------------------------------------------- | -------------------------- |
| 1997 | Backyard Baseball                               | Sunny Day                                          | i.u.                       |
| 1999 | Mario Golf                                      | Princess Peach                                     | i.u.                       |
| 1999 | Backyard Football                               | Sunny Day                                          | i.u.                       |
| 2000 | Mario Tennis                                    | Princess Peach / Toad                              | i.u.                       |
| 2000 | Mario Party 3                                   | Princess Peach / Princess Daisy                    | Krediterad som Jenn Taylor |
| 2001 | Backyard Basketball                             | Sunny Day                                          | i.u.                       |
| 2001 | Super Mario Advance                             | Princess Peach / Toad / Birdo / Robirdo            | i.u.                       |
| 2001 | Luigi's Mansion                                 | Toad                                               | i.u.                       |
| 2001 | Aliens versus Predator 2                        | Tomiko / Olika röstroller                          | i.u.                       |
| 2001 | Halo: Combat Evolved                            | Cortana                                            | i.u.                       |
| 2001 | Super Smash Bros. Melee                         | Princess Peach                                     | i.u.                       |
| 2002 | No One Lives Forever 2: A Spy in H.A.R.M.'s Way | Cate Archer / Isako / Ninja Girls                  | i.u.                       |
| 2002 | Super Mario Sunshine                            | Princess Peach / Toad                              | i.u.                       |
| 2002 | Mario Party 4                                   | Princess Peach / Princess Daisy / Toad             | i.u.                       |
| 2002 | Kakuto Chojin: Back Alley Brutal                | Roxy                                               | i.u.                       |
| 2003 | Hoyle Card Games                                | i.u.                                               | i.u.                       |
| 2003 | Contract J.A.C.K.                               | Cate Archer                                        | i.u.                       |
| 2003 | Mario Golf: Toadstool Tour                      | Princess Peach / Toad                              | i.u.                       |
| 2003 | Mario Kart: Double Dash!!                       | Princess Peach / Toad / Toadette                   | i.u.                       |
| 2003 | Mario Party 5                                   | Princess Peach / Princess Daisy / Toad             | i.u.                       |
| 2003 | Mario & Luigi: Superstar Saga                   | Princess Peach                                     | i.u.                       |
| 2004 | Mario Golf: Advance Tour                        | Princess Peach                                     | i.u.                       |
| 2004 | Paper Mario: The Thousand-Year Door             | Princess Peach                                     | i.u.                       |
| 2004 | Mario Power Tennis                              | Princess Peach / Toad                              | i.u.                       |
| 2004 | EverQuest II                                    | Generic Half Elf Enemy                             | i.u.                       |
| 2004 | Halo 2                                          | Cortana                                            | i.u.                       |
| 2004 | Super Mario 64 DS                               | Toad                                               | i.u.                       |
| 2004 | Mario Party 6                                   | Princess Peach / Toad / Toadette                   | i.u.                       |
| 2005 | Dance Dance Revolution Mario Mix                | Toad                                               | i.u.                       |
| 2005 | Mario Superstar Baseball                        | Princess Peach / Toad / Toadette                   | i.u.                       |
| 2005 | The Matrix: Path of Neo                         | Red Pill Librarian / Civilian                      | i.u.                       |
| 2005 | Mario Kart DS                                   | Princess Peach / Toad                              | i.u.                       |
| 2005 | Mario Party 7                                   | Princess Peach / Toad / Toadette                   | i.u.                       |
| 2005 | Mario Tennis: Power Tour                        | Princess Peach                                     | i.u.                       |
| 2006 | Super Princess Peach                            | Princess Peach / Toad                              | i.u.                       |
| 2006 | SiN Episodes                                    | Jessica Cannon                                     | i.u.                       |
| 2006 | Mario Hoops 3-on-3                              | Princess Peach                                     | i.u.                       |
| 2006 | Mario vs. Donkey Kong 2: March of the Minis     | Mini Peach / Mini Toad                             | i.u.                       |
| 2007 | Halo 3                                          | Cortana                                            | i.u.                       |
| 2007 | Mario & Sonic at the Olympic Games              | Princess Peach / Toad                              | i.u.                       |
| 2008 | Left 4 Dead                                     | Zoey                                               | i.u.                       |
| 2009 | F.E.A.R. 2: Project Origin                      | Keira Stokes                                       | i.u.                       |
| 2009 | Saw                                             | Amanda Young                                       | i.u.                       |
| 2009 | 1 vs 100 (Xbox 360)                             | Sig själv (Avatar)                                 | i.u.                       |
| 2010 | Left 4 Dead 2                                   | Zoey                                               | DLC only                   |
| 2010 | Halo: Reach                                     | Catherine Halsey / Cortana                         | i.u.                       |
| 2012 | Devil's Attorney                                | Susan Maple                                        | i.u.                       |
| 2012 | Halo 4                                          | Catherine Halsey / Cortana                         | i.u.                       |
| 2012 | Guild Wars 2                                    | Demmi Beetlestone                                  | i.u.                       |
| 2013 | Dota 2                                          | Lina / Medusa / Puck / Windranger                  | i.u.                       |
| 2014 | Destiny                                         | City Civil Frame, Archive Security A.I., City P.A. | [ 1 ]                      |
| 2015 | Infinite Crisis                                 | Atomic Wonder Woman                                | [ 2 ] [ 3 ]                |
| 2015 | Halo 5: Guardians                               | Catherine Halsey / Cortana                         | i.u.                       |

### Filmer
| År   | Titel                     | Roll    | Noter |
| ---- | ------------------------- | ------- | ----- |
| 2004 | Inheritance               | Abbey   |       |
| 2008 | Taos                      | Maya    |       |
| 2012 | Halo 4: Forward Unto Dawn | Cortana |       |

### TV
| År   | Titel      | Roll              | Noter                                                          |
| ---- | ---------- | ----------------- | -------------------------------------------------------------- |
| 2005 | Catscratch | Snouser/Son       | Röstroll "Scaredy Cat/Requiem for a Cat" (Säsong 1: Avsnitt 9) |
| 2006 | Ergo Proxy | Kvinnlig annonsör | Röstroll "Ki akumu no kuizuSHOW!" (Säsong 1: Avsnitt 15)       |
| 2010 | Leverage   | Jodie McManus     | "The Future Job" (Säsong 2: Avsnitt 13)                        |
| 2014 | Z Nation   | Datorröst         | Röstroll "Full Metal Zombie" (Säsong 1: Avsnitt 4)             |

### Övriga röstroller
| År     | Titel                                                  | Roll               | Noter |
| ------ | ------------------------------------------------------ | ------------------ | ----- |
| 2003   | Agents of the Spirit, Episode I: The Phantom Influence | Agent Angie Orange | i.u.  |
| 2013 - | RWBY                                                   | Berättaren         | i.u.  |
| 2014 - | Windows Phone 8.1                                      | Cortana            | i.u.  |